# Ziel (filosofie)
De ziel is in sommige religies en filosofische stromingen de niet-materiële essentie van mensen, vaak opgevat als synoniem van geest of van het zelf.
In de klassieke oudheid werd de ziel door sommige filosofen en filosofische scholen, onder anderen door Plato, beschouwd als een niet-materiële, onafhankelijk van het lichaam bestaande, onsterfelijke, sturende, voelende, denkende en willende entiteit. Ook René Descartes, de grondlegger van de Verlichting en vader van de moderne filosofie, keek op deze manier naar de ziel. Dit dualisme staat in de filosofie tegenover de metafysische positie van het monisme, dat stelt dat alle verschijnselen in de wereld terug te voeren zijn op één enkel basisprincipe. 

## Etymologie
Het Nederlandse woord ziel is verwant met het Gotische saiwala.
Veel woorden in andere talen die qua betekenis verwant zijn aan het woord ziel gaan etymologisch terug op woorden die adem(en), lucht, wind, ruiken en dergelijke betekenen. In het Grieks heeft psyche (ziel) net als pneuma (geest) de betekenis van wind of lucht (< pne(w)ô = waaien). In het Latijn hebben anima (ziel) en animus (geest) de betekenis van wind, spiritus (geest) adem. In het Sanskriet betekent âtman (ziel) lucht en is misschien verwant met adem. In het Hebreeuws betekenen nefesj (levensadem), nesjamah (ziel) en roeach (geest) respectievelijk geur, lucht en wind.

## Klassieke oudheid

### Homerus
In het werk van Homerus bestaan verschillende aanduidingen van de ziel, zoals psyche (levensadem), phrenes (letterlijk: middenrif), thymos (levensbesef, wilskracht) en nous (verstand). De psyche slaat niet zozeer op de geestelijke kern van de mens maar is een soort schimachtige afbeelding. Na de dood verlaat de psyche het lichaam (soma) en vertrekt naar de onderwereld (Hades). Als Odysseus tijdens een bezoek aan de onderwereld bekenden ontmoet, zoals zijn moeder, herkennen deze hem niet en kan hij hen ook niet vastgrijpen.

### Plato
Bij Plato is de ziel het morele en intellectuele zelf, dit ter onderscheid van de passies (lust, plezier) en allerlei zintuiglijke aspecten van het menselijk bestaan. Plato onderscheidt in zijn Phaedrus (246A ff., 253C ff.) drie aspecten van de menselijke ziel, die hij vergelijkt met een wagenmenner achter een tweespan. Zowel de menner als de twee (gevleugelde) paarden zijn onderdeel van de tri-partiete (drie-delige) ziel (zie externe link). Deze drie onderdelen zijn:
- De menner, de nous (intellect, het redenerende en kennende deel)
- Het nobele paard, de thymos, thumoeides (passie, wil, doorzettingsvermogen)
- Het weerspannige paard, epithumia, epithumetikon of eros (trek, lust, driftleven)

Hierbij kan aangetekend worden dat de term nous meer neoplatonisch dan platonisch is, en geassocieerd is geraakt met christelijke interpretaties van het oorspronkelijke, Platoonse schema. Er rezen namelijk vragen over de filosofische kwestie hoe de ziel zich kon verbinden met het vlees van de Christus-figuur.
Bij sterfelijke wezens hebben de paarden hun vleugels verloren, de mens is – in tegenstelling tot de goden –  tot de aarde veroordeeld.
Opvallend is dat de menselijke ziel bij Plato grote overeenkomsten vertoont met die van de goden.

### Aristoteles
Plato stelde dat de kenmerken die waargenomen kunnen worden van voorwerpen, tijdelijke manifestaties van eeuwig bestaande Ideeën (Vormen) zijn. Deze Vormen bevinden zich dus buiten de materie, ze zijn transcendent. Voor Aristoteles bevond de essentie van een voorwerp of substantie zich in de substantie zelf, deze is immanent. Wel zag hij de werkelijkheid als meer dan slechts de reductie tot de materiële delen. Zo bestaat er niet slechts een menselijk lichaam, maar is er ook een ziel, maar deze bevindt zich in, en niet buiten het lichaam. Bij Aristoteles is dus sprake van een dualisme dat het midden houdt tussen de denkbeelden van eerdere materialistische filosofen en het idealisme van Plato. Deze filosofische opvatting staat bekend als het hylomorfisme, van het Griekse hylē, materie en morphē, vorm. De ziel is bij Aristoteles als onderdeel van het lichaam ook sterfelijk, en op dit vlak zou het aristotelisme later botsen met het christendom, waar de onsterfelijke ziel wel verbonden is met het lichaam, maar er onafhankelijk van kan voortbestaan.
Aristoteles onderscheidde drie soorten zielen, die grofweg overeenkomen met de zielsdelen van Plato: de vegetatieve ziel behorend aan planten, de affectieve ziel behorend aan dieren, deze ziel heeft ook een vegetatief vermogen, en de rationele ziel behorend aan mensen, de vermogens van de andere zielssoorten zijn ook aanwezig in dit type. Ook voegde hij er onder meer een goddelijk begrip aan toe, de intellectus agens. In zijn werk De Anima beschrijft hij de werking van de ziel zo wetenschappelijk mogelijk.

## Religie
De term ziel wordt door de verschillende religies anders geïnterpreteerd, vaak (onder andere in het christendom) als het ondeelbare en onsterfelijke deel van de mens, diens essentie.

### Animistische religies
Animisme wordt vaak geassocieerd met primitieve jagersgemeenschappen, maar het komt eigenlijk voor in allerlei religies over heel de wereld. Bij animisme wordt geloofd dat alle dingen, niet alleen mensen bezield zijn. Zo kunnen zielen ook in andere dieren, planten en stenen huizen. Het maakt onder meer deel uit van een aantal traditionele Afrikaanse religies, oosterse religies zoals Shinto, Chinees volksgeloof, religie bij inheemse volkeren van Noord-Amerika, vormen van neopaganisme en new age.

### Christendom
In het christendom bestaat de mens uit geest, ziel en lichaam. Dat deel van de mens wat in de seculiere psychologie het onbewuste of het onderbewustzijn is, is in het christendom de geest. De geest kent functies als intuïtie, geweten, en godbewustzijn. De ziel kent functies als voelen, willen en denken. Deze functies kunnen afgeleid worden uit oudtestamentische teksten waarin ziel en geest aan bepaalde functies worden gekoppeld. In het christendom wordt de geest ook van de ziel gescheiden, zoals in Hebreeën 4:12. In de lofzang van Maria maakt zij duidelijk onderscheid tussen haar ziel en geest (Lucas 1:46-47). Ook 1 Tessalonicenzen 5:23 geeft het verschil duidelijk aan. Na de dood keert de geest terug tot God die haar gegeven heeft (Prediker 12:7), terwijl de ziel neerdaalt in het dodenrijk. Dit laatste wordt vele malen aangegeven in het Oude Testament, als er gesproken wordt over neerdalen in het dodenrijk. Dit slaat op de ziel, niet het lichaam, want dat kent immers geen bewustzijn na de dood.
Het lichaam is het tijdelijke omhulsel om te kunnen functioneren in de natuurlijke wereld. Het lichaam kan niet zonder de ziel functioneren, omdat de ziel de ware persoon is die in het lichaam huist.
De ziel is de persoonlijkheid van de mens. De ziel maakt een persoon tot wat hij is, zijn karakter. De scheppingsformule houdt in dat God zijn levensademen (meervoud) in de mens blies, dit is de geest die God de mens gaf. Door het contact tussen lichaam en geest werd de ziel gevormd of geproduceerd. Dit is het wat de mens uniek maakt in de schepping. Dieren en planten hebben geen geest, en kunnen dus geen contact met God hebben, die Geest is. De ziel heeft het lichaam nodig om te zien, horen, ruiken, proeven en spreken; om tot kennis van de buitenwereld te komen. Omdat geest, ziel en lichaam van nature bij elkaar horen (voor de erfzonde bestond de dood niet) is doodgaan niet natuurlijk. De dood kwam door de scheiding tussen God en de mens. Deze dood begon in de geest, strekte zich uit tot de ziel, en bereikte uiteindelijk het lichaam. In de opstanding worden geest, ziel en lichaam weer één.
In het eerste Bijbelboek, Genesis werden de dieren met hun schepping tot levende zielen. Op meerdere plekken in de Bijbel is te vinden dat een dier ook over een ziel beschikt.
Bijbelleraren die deze materie hebben uitgewerkt zijn onder andere Watchman Nee, Jessie Penn-Lewis en T. Austin-Sparks.
Afwijkende opvattingen binnen het christendom
Diverse bewegingen die hun oorsprong vinden in de Verenigde Staten, vooral binnen de adventistische stroming, geloven niet dat mensen een onsterfelijke ziel hebben. Voorbeelden daarvan zijn Jehova's getuigen, de Alverzoeningsbeweging en de Gemeente van God.

### Hindoeïsme
Het hindoeïsme is atman de ziel. In het vroege brahmanisme stond het nog los van Brahman, het onpersoonlijke Absolute waaruit alles ontstaat. In de latere Upanishads werd de conclusie getrokken dat beiden een waren. Elke persoon heeft wel een eigen vorm, maar heeft dezelfde essentie. De echte overkoepelende werkelijkheid is Brahman die zich in personen als Atman manifesteert.
In de bewegingen die zich daarna tegen het brahmanisme keerden, de nastika's, verwierp Charvaka al het bovennatuurlijke, waaronder de ziel. Het jaïnisme verdeelde de wereld in levende zielen (jiva's) en levenloze materie (ajiva), waarbij de laatste de eerste kan vervuilen. Dit kan alleen met strenge ascese worden tegengegaan.
Hierop ontstonden de astika's, de zes orthodoxe of filosofische scholen (darsana's), waarin atman een wisselend belang kreeg. Vedanta richtte zich op een terugkeer naar de Upanishads en hiermee verkreeg atman een centrale rol. Vanaf de Upanishads zijn samsara, karma en moksa centrale begrippen in de Indische filosofie en religie. Samsara is daarbij de eeuwigdurende cyclus van dood en wedergeboorte. Aangezien er sprake is van zielsverhuizing bij de wedergeboorte, is men afhankelijk van karma – hoe men zich gedragen heeft in het eerdere leven. Het loont dus om een goed leven te leiden, want dan wordt men als goede opnieuw geboren. Dit betekende echter niet dat men hiermee echt geholpen was, aangezien de Upanishads het leven vooral als lijdensweg zien. De moksa of verlossing uit de eeuwigdurende cyclus geldt daarom als belangrijkste doel van goed leven. Daarbij verdwijnt de individuele ziel in de universele ziel zoals een rivier verdwijnt als deze in zee uitmondt.
Een van de stromingen binnen vedanta is advaita, waarbij a-dvaita (niet-tweeheid) wijst op non-dualisme, het een-zijn van brahman en atman. Er zijn verschillende manieren om moksa te bereiken, maar advaita richt zich voor op het weten dat brahman en atman een zijn, atma jnana. Jnana-yoga is een van de manieren waarop dat bereikt kan worden.
Dit non-dualisme is er niet bij alle scholen. De samkhya-school van Kapila heeft een dualistisch karakter en onderscheidt het stoffelijke actieve prakrti en het geestelijke passieve purusa. Daarmee staat het tegenover het monisme van de Upanishads en de vedanta-school. Waar bij de laatste twee de werkelijkheid een illusie is, de maya, werd deze bij samkhya werkelijkheid, de prakrti. Atman werd purusa en gold niet meer als overkoepelend zelf, maar als een verzameling individuen. Daarmee verdween ook de noodzaak tot een godsbegrip.

### Boeddhisme
Het boeddhisme, ook een van de nastika's, ontkent het bestaan van een permanente ziel. Het beschouwt alles als anatta (pali); niet-zelf, leeg van zelf of zonder zelf. Het geloof in een essentie of kern van jezelf wordt geassocieerd met het als waar aannemen van concepten als ik, mijn en mijzelf. Een van de kenmerken van een heilige in het boeddhisme is dat hij dit niet meer doet. In het boeddhisme is de weg om een dergelijke toestand te bereiken de meditatie.

### Egyptische mythologie
In de Egyptische mythologie bestond de ziel van een persoon, of persoonlijkheid, uit meerdere elementen. Ook werd er geloofd dat de ziel aangaf wat een persoon in zijn leven kon bereiken. Ze geloofden dat de ziel van een koning of een prins voor altijd aanwezig zou zijn, omdat hij uit een reinere plek is ontstaan.

### New age
In de new age is de ziel het niet-materiële deel van de mens; dat wat de beweegredenen vormt voor het individuele handelen en leven. In ruimste zin: al die verschijnselen van een individu die niet tot het lichamelijke te herleiden zijn. De ziel wordt er vaak gezien als het ware Zelf van een individu. Soms wordt de ziel gezien als een verbinding tussen geest en lichaam. In die laatste opvatting is de geest het ware zelf. De term ziel is daarmee een filosofisch begrip dat veelal in religieuze context gebruikt wordt om de (of één) niet-stoffelijke component van het menselijk bestaan te benoemen. Die niet-stoffelijke component kan veel omvatten: zelf, bewustzijn, zelfbewustzijn, karakter, denken, intuïtie, wijsheid, ervaren, wil, leven, begeerte. Soms wordt de ziel gezien als drager van zo'n niet-stoffelijke component, soms wordt zij voorgesteld zelf zo'n component te zijn.

## Wetenschappelijke benadering
Het begrip ziel wordt doorheen de geschiedenis en in vele culturen op heel uiteenlopende manieren ingevuld of gedefinieerd. Wetenschappelijk gezien kan het bestaan van de ziel als een feitelijke entiteit niet worden aangetoond. De wetenschap richt zich immers op verschijnselen die verifieerbaar en falsifieerbaar zijn, of die daar op rationele gronden uit afleidbaar zijn. Het zielsbegrip als term of idee kan daarentegen wel wetenschappelijk worden benaderd, namelijk descriptief vanuit historisch-kritisch of linguïstisch perspectief.
Door de vooruitgang in de natuur-, mens- en cultuurwetenschappen — in het bijzonder in de psychologie, de genetica en de neurowetenschappen — is in de wetenschap het idee van een ziel stilaan in onbruik geraakt. Moderne neurologen associëren de ziel van de mens met zijn temperament en persoonlijkheid. Vanuit een organisch, biologisch verklaringsmodel situeren zij het fenomeen ziel in het brein, met name in de frontale hersenkwab. De voortdurende interactie tussen de frontale hersenkwab (die zorgt voor het rationeel denken) en het limbisch systeem (dat de emoties en driften bepaalt) is verantwoordelijk voor onze keuze tussen goed en kwaad. Deze morele evenwichtsoefening verschilt van mens tot mens en wordt bepaald door verschillende factoren zoals erfelijkheid, opvoeding, leefomstandigheden en dergelijke. Experimenten die het fysieke bestaan van de ziel wetenschappelijk wilden bewijzen, zoals het experiment van Duncan MacDougall, bleken telkens een maat voor niets. Hetzelfde kan onder meer afgeleid worden uit de Godshelm van Michael Persinger en de bijna-doodervaring.
In de humane wetenschappen wordt de ziel thans beschouwd als een louter cultureel, associatief en een gevoelsmatig bepaald begrip, wat de divergente betekenissen ervan verklaart die intercultureel tot uiting zijn gekomen.

## Taalgebruik
- Bezield - met toewijding, geïnspireerd, enthousiast - levend (organisme)
- Zielig - triest, meelijwekkend, vol zelfmedelijden (zieligdoenerij), (minder gebruikelijk) betrokkenheid van de ziel op zijn eigen obsessie (zie ook geestig)
- Zielsgelukkig - gelukkiger dan een mens alleen kan zijn

## Andere betekenissen
Ziel kan ook betekenen:
- de essentie van iets: de ziel van het drama op het toneel werd goed gedragen.
- het binnenste van iets. Bij een (wijn)fles is het de bodem die ver naar boven opbolt.
- de loop (schietbuis) van een vuurwapen.
- het binnenste deel van de punt van een (spiraal)boor dat zich kenmerkt door een schavende in plaats van een snijdende werking.